# Antym VII
Antym, imię świeckie Angelos Tsatsos (ur. 1827, zm. 6 grudnia 1913) – grecki biskup prawosławny, patriarcha Konstantynopola w latach 1895–1897.

## Życiorys
Ukończył szkołę braci Zosimadesów w Janinie, a następnie kształcił się w szkole teologicznej Patriarchatu Konstantynopolitańskiego na Chalki, którą ukończył w 1861. Później kształcił się na Uniwersytecie Ateńskim. Po uzyskaniu dyplomu był nauczycielem w szkole w Janinie, którą sam ukończył. W tym okresie napisał traktat O boskości Jezusa Chrystusa, stanowiący polemikę z książką Życie Jezusa, oraz zbiór kazań o tematyce związanej z Ewangelią św. Jana, wydany w 1892, jak również nigdy niewydaną drukiem pracę o Ojcach Kościoła; błędnie natomiast przypisuje mu się opublikowaną dwa lata później polemikę z encykliką Leona XIII, której autorami byli w rzeczywistości metropolita nikomedyjski Filoteusz oraz metropolita chariupolski German.
W 1869 otrzymał nominację na biskupa paramityjskiego. Został wyświęcony kolejno na kapłana i na biskupa. W 1877 przeniesiono go na katedrę enoską. W 1889 został przeniesiony ponownie, tym razem do metropolii Anchialos, jednak odmówił przyjęcia urzędu i pozostał w Janinie. W 1893 powierzono mu katedrę koricką. Po roku został przeniesiony na katedrę Leros.
W 1895 został wybrany na patriarchę Konstantynopola. Szczególnie angażował się w druk ksiąg liturgicznych i poziom śpiewu cerkiewnego, wznowił również działalność prawosławnego bractwa „Miłujcie się” działającego w stolicy Turcji. Z jego inicjatywy wzniesiono również szereg nowych szkół prowadzonych przez Patriarchat, otwierano nowe monastery, przeznaczając dla każdej z tych instytucji fundusz pieniężny. Odbudował szkołę teologiczną na Chalki, która w 1894 poniosła poważne straty podczas trzęsienia ziemi.
Po dwóch latach sprawowania urzędu patriarchy Antym VII został zmuszony do odejścia z urzędu (30 stycznia 1897) i zamieszkał na wyspie Antigoni. Tam też zmarł.